# キルディン型駆逐艦
キルディン型駆逐艦（英語: Kildin-class destroyer）は、ソ連海軍の駆逐艦の艦級に対して付与されたNATOコードネーム。ソ連海軍での正式名は56-M型駆逐艦（Эскадренные миноносцы проекта 56-М）、また「ベドーヴイ」をネームシップとしてベドーヴイ級駆逐艦（Bedovyy-class destroyer）と称されることもある。
コトリン型駆逐艦（56型）からの改設計によって完成したプロトタイプである56-EM型「ベドーヴイ」と、量産型である56-M型4隻の計5隻が計画されたが、56-M型については後に1隻がキャンセルされ、竣工したのは4隻であった。1966年に艦種を大型ミサイル艦（Большой ракетный корабль, BRK）に変更したのち、1970年代に「ネウデルジームイ」を除く4隻は56-U型として改修され、艦種を大型対潜艦（Большой противолодочный корабль, BPK）に変更した。ただし1977年には、56-U型4隻の艦種も再びBRKに戻された。

## 同型艦
| 艦名                                          | 起工     | 進水     | 就役     | 退役     |
| --------------------------------------------- | -------- | -------- | -------- | -------- |
| ベドーヴイ （Бедовый、Bedovyy）               | 1953年   | 1955年   | 1958年   | 1989年   |
| プロゾルリーヴイ （Прозорливый、Prozorlivy）  | 1956年   | 1957年   | 1958年   | 1991年   |
| ネウロヴィームイ （Неуловимый、Neulovimmy）   | 1957年   | 1958年   | 1958年   | 1990年   |
| ネウデルジームイ （Неудержимый、Neuderzhimy） | 1957年   | 1958年   | 1958年   | 1987年   |
| ネウクロチームイ （Неукротимый、Neukrotimy）  | 建造中止 | 建造中止 | 建造中止 | 建造中止 |

## サブタイプ
56-EM号計画
1958年に開始された大型ミサイル艦計画。艦対艦ミサイルKSShchを搭載した。コトリン型駆逐艦（56号計画型）として起工されたベドーヴイが建造中に設計を変更されたもの。
56-M号計画
56-EM号計画の量産型。完成されなかった56号計画型駆逐艦の船体を利用した大型ミサイル艦。4隻の建造が予定されたが、4隻目については建造中止となった。
56-U号計画
1978年に開始された近代化改修型。艦対艦ミサイルP-15M「テルミート」、新しい主砲となるAK-726、新しい電子戦対抗装備を搭載した。

### 兵装要目
| 56-EM/M号計画                    | 56-U号計画                |
| -------------------------------- | ------------------------- |
| －                               | AK-726 76mm連装両用砲×2基 |
| ZIF-75 57mm 4連装両用砲×4基      |                           |
| P-1 SSM発射機×1基 （予備弾×8発） | P-15M SSM×4発             |
| RBU-6000対潜迫撃砲×2基           |                           |
| RBU-2500対潜迫撃砲×2基           |                           |
| 5連装533mm魚雷発射管×2基         |                           |